# Kärnkompetens
Kärnkompetens (eng. core competence) avser ett företags unika kompetens som ger ett stort kundvärde hos slutprodukten. Kärnkompetensen är en viktig källa till företags konkurrenskraft. Att arbeta strategiskt med försörjningen av sådan kompetens är avgörande för alla företag och organisationer.
Litteraturen om kärnkompetens är sedan 1990 uppblandad i en mängd olika teoretiska områden, vilket resulterat i en urvattnad begreppsbild. Därför är det tveksamt om företagsledningar, med validitet och i praktiken, över huvud taget har en rimlig chans att utveckla och hantera kärnkompetenser.[källa behövs]

## Begreppet kärnkompetens
Detta strategiskt viktiga begrepp är ganska vagt formulerat, delvis för att upphovsmännen C.K. Prahalad och Gary Hamel valde en något kryptisk definition: "the collective learning in the organization, especially how to coordinate diverse production skills and integrate multiple streams of technologies".
Forskare har på senare tid[när?] försökt precisera begreppet och samtidigt behålla en referens till upphovsmännens tankar. Således kan kärnkompetens utifrån tre tester numera enklare identifieras bland företags kompetenser: de ska vara konkurrensmässigt unika, de ska gå att tillämpa på nya marknader och de ska ge tydligt upplevt kundvärde av slutprodukten.